# 数论年表
数论的时间軸。

## 公元前1000年之前
- 约公元前 20,000 年—尼罗河谷的伊尚戈骨：可能是最早提及質数和古埃及乘法（英语：Ancient Egyptian multiplication）的文献，但这点尚存在争议。 [1]

## 约公元前300年
- 公元前 300 年——欧几里得证明存在無窮多個質数。

## 公元第一个千年
- 250年 — 丢番图撰写了《算术（英语：Arithmetica）》 ，这是最早的代数专着之一。
- 500年 — 阿耶波多求解一般线性丢番图方程。
- 628年 — 婆羅摩笈多提出婆羅摩笈多恒等式（Brahmagupta's identity），并求解佩尔方程。
- 约650年 — 印度数学家创造了平常使用的印度-阿拉伯数字系统，包括零、小数和负数。

## 1000–1500
- 约1000年 — Abu-Mahmud al-Khujandi最先陈述了费马大定理的特例。
- 895年 — 薩比特·伊本·庫拉给出一个可以找到友好数对（即两个数字，每个数字都是另一个数字的真因数之和）的定理。
- 975年 — 最早的二项式系数三角形（帕斯卡三角形）出现在 10 世纪 Chandas Shastra 的评论中。
- 1150年 — 婆什迦羅第二给出第一个求解佩尔方程的一般方法。
- 1260年 — Al-Farisi给出萨比特·伊本·库拉定理的新证明，引入了有关因式分解和组合方法的重要新思想。他还给出了一对友好数 17296 和 18416，这两个数字也被共同归因于费马和薩比特·伊本·庫拉。 [2]

## 17世纪
- 1637年 — 皮埃尔·德·费马在丟番圖的《算术》副本中宣稱他证明了费马大定理。

## 18世纪
- 1742年 — 克里斯蒂安·哥德巴赫猜測每个大于二的偶数都可以被表示为两个質数的和，现被称做哥德巴赫猜想。
- 1770年 — 约瑟夫·路易斯·拉格朗日证明四平方和定理，即每个正整数都是四个平方數的和。同年，爱德华·華林提出華林问题，即对于任意正整数{\displaystyle k} ，每个正整数都是固定个数的{\displaystyle k}次方和。
- 1796年 — 阿德里安-玛丽·勒让德給出質数定理的猜想。

## 19世纪
- 1801年 —卡尔·弗里德里希·高斯的数论专着《算术研究》以拉丁文出版。
- 1825年 — 約翰·彼得·古斯塔夫·勒熱納·狄利克雷和勒让德证明了费马大定理當 {\displaystyle n=5} 的情況。
- 1832年 — 狄利克雷证明了费马大定理當 {\displaystyle n=14} 的情況。
- 1835年 — 狄利克雷证明关于等差數列中質数分布的狄利克雷定理。
- 1859年 — 伯恩哈德·黎曼提出黎曼猜想，该猜想对質數的分布具有重要意义。
- 1896年 — 雅克·阿达马和夏尔-让·德拉瓦莱·普桑独立证明素数定理。
- 1896年 — 赫尔曼·闵可夫斯基發表《幾何數論》。

## 20世纪
- 1903年 — 愛德蒙·蘭道给出質数定理的简单證明。
- 1909年 — 大卫希尔伯特证明華林问题。
- 1912年 — Josip Plemelj 发布了费马大定理當 {\displaystyle n=5} 的简化证明。
- 1913年 — 斯里尼瓦瑟·拉马努金寄給戈弗雷·哈罗德·哈代一长串没有证明的复杂定理。
- 1914年 — 拉马努金發表了《Modular Equations and Approximations to π》。
- 1910年代 — 拉马努金提出 3000 多个定理，包括高合成数的性质、分拆函数及其渐近函数以及偽 theta 函数 (mock theta functions) 。他还在Γ函数、模形式、发散级数、超几何级数和質数數论等领域取得了重大突破和发现。
- 1919年 — 瑋哥·布朗定义孪生素数的布朗常数 {\displaystyle B_{2}} 。
- 1937年 — 伊萬·維諾格拉多夫证明維諾格拉多夫定理，即每个足够大的奇整数都是三个質数的和，这是证明哥德巴赫弱猜想的接近方法。
- 1949年 — 阿特勒·塞爾伯格和艾狄胥·帕爾给出了質数定理的第一个基本证明。
- 1966年 — 陈景润证明了陈氏定理，接近证明出哥德巴赫猜想。
- 1967年 —罗伯特·朗兰兹制定了在数论和表示论中颇具影响力的朗兰兹纲领。
- 1983年 — 格尔德·法尔廷斯证明莫德尔猜想，从而表明费马大定理的每个次方只有有限多組整数解。
- 1994年 — 安德魯·懷爾斯证明谷山-志村猜想的一部分，故而证明了费马大定理。
- 1999年 — 完整的谷山-志村猜想被证明。

## 21世纪
- 2002年 — 印度理工学院坎普尔分校的Manindra Agrawal 、 Nitin Saxena和Neeraj Kayal提出了一种无条件，确定性多项式时间算法来确定给定整數是否为質数。
- 2002年 — Preda Mihăilescu 证明了卡塔蘭猜想。
- 2004年 — 本·格林 ( Ben Green ) 和陶哲轩证明格林-陶定理，该定理指出質數數列中包含任意长的等差數列。